# Pałac w Naratowie
Pałac w Naratowie – zabytkowy pałac we wsi Naratów, w Polsce, w województwie dolnośląskim, w powiecie górowskim, w gminie Niechlów. 

## Opis
Piętrowy, barokowy pałac wybudowany w 1735 na planie prostokącie nakryty dachem mansardowym. W elewacji frontowej ograniczony pilastrami portal z datą 1735 i kartuszem zawierający herby rodzin von Diebitsch (lewy) i von Prittwitz (prawy).
Obiekt jest częścią zespołu pałacowego, w skład którego wchodzą jeszcze: park z drugiej połowy XIX w.; spichrz z połowy XVIII w.
obora z drugiej połowy XIX w.

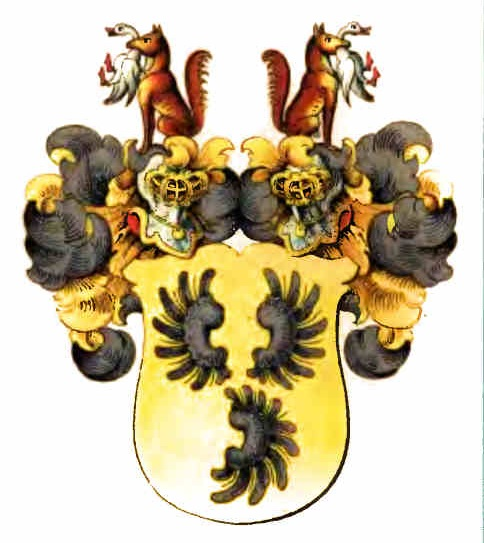
Herb v. Diebitsch (L)
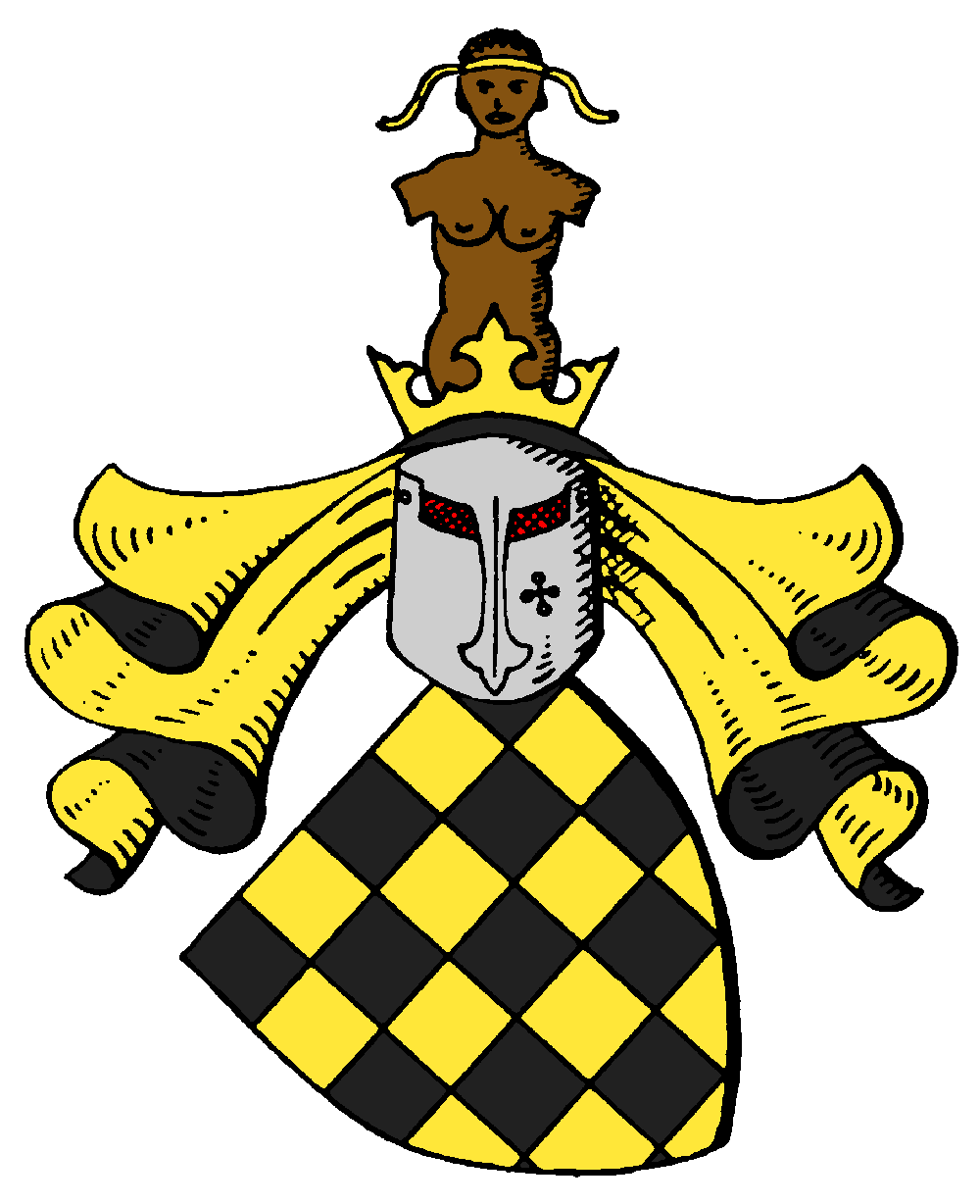
Herb von Prittwitz (P)
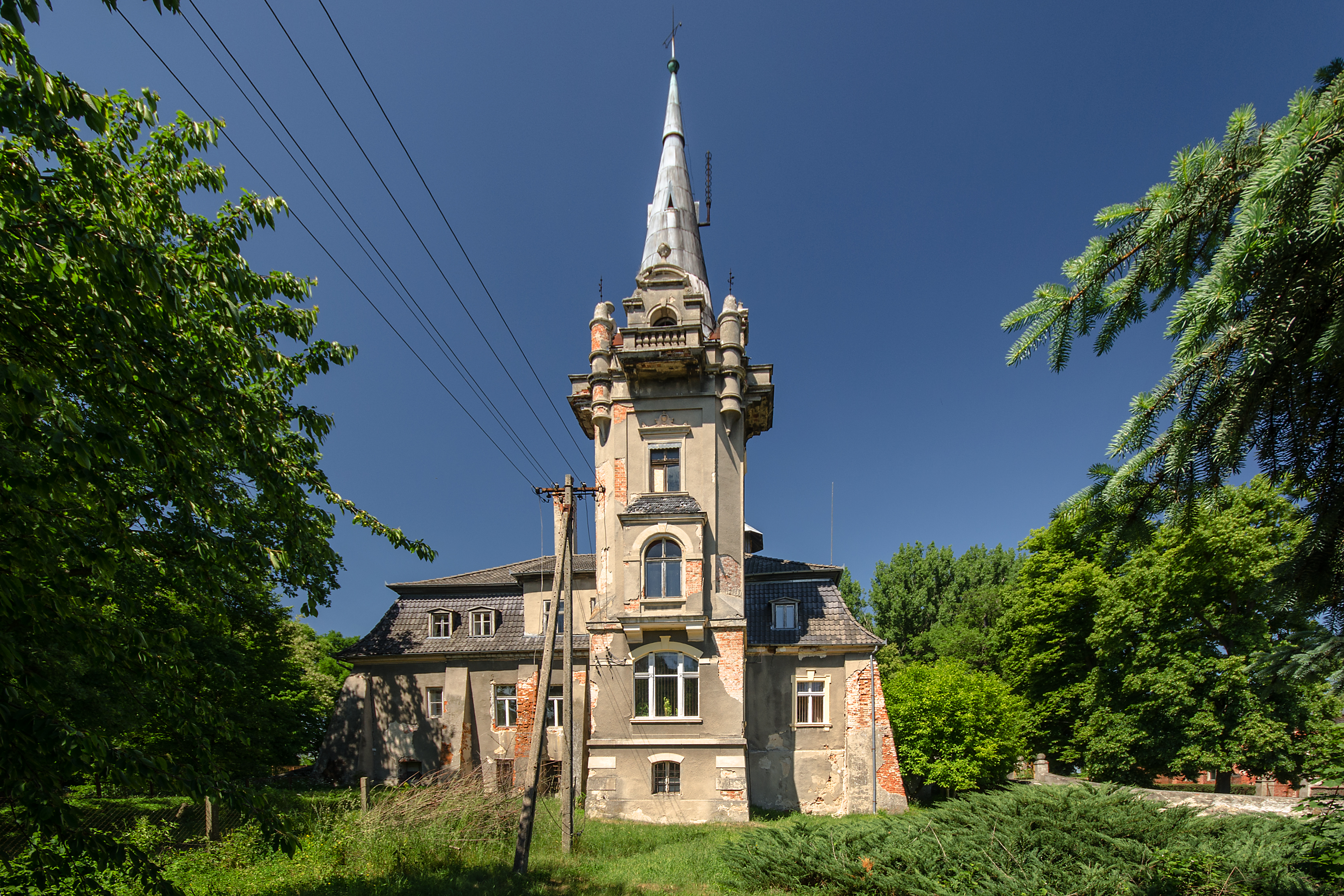
Pałac od strony południowej